# Siège de Kakegawa
Le siège de Kakegawa de 1569 est l'une des nombreuses batailles menées par le clan Imagawa contre les différents envahisseurs durant la période Sengoku du Japon.
Imagawa Ujizane, le fils de feu Imagawa Yoshimoto, occupe le château de Kakegawa au moment où il est assiégé par Hattori Hanzo sous le commandement de Tokugawa Ieyasu. Après une longue bataille, les négociations commencent et Ujizane accepte de céder le château en échange du soutien de Ieyasu pour retrouver son ancien territoire de la province de Suruga.

## Source de la traduction
- (en) Cet article est partiellement ou en totalité issu de l’article de Wikipédia en anglais intitulé « Siege of Kakegawa » (voir la liste des auteurs).